# Манфреди, Джованни
Джованни Манфреди (итал. Giovanni Manfredi; 1324—1373) — сеньор Фаэнцы в 1341—1356.
Родился в Имоле, внебрачный сын Риккардо Манфреди (ум. 23.8.1340) от его любовницы Цеффирины Нордильи. Узаконен в 1339 году.
С 1340 на службе у Людовика Баварского, имперский викарий. С 1341 г. избранный капитан народа в Фаэнце, с 1343 сеньор этого города.
Кондотьер, воевал на стороне Мастино II делла Скала с императором Иоанном Чешским. В 1351 году по кондотте нанялся к Бернабо Висконти в его войне с Болоньей и папским войском, за что был отлучён от церкви (1352) и объявлен еретиком (1354).
В 1356 году после длительного сопротивления сдал Фаэнцу папскому легату кардиналу Хилю Альборносу. Лишился и других своих мелких владений, кроме Солароло и Баньякавалло, оставленных при условии ежегодной уплаты 50 флоринов. Его сыновья Франческо и Асторре в качестве заложников отправились в Падую к Каррара.
Участвуя в феодальных войнах, в 1368—1369 потерял последние владения, остававшиеся у него к тому времени, — Баньякавалло, Солароло и Бризигеллу.
Умер в Пистойе в 1373 году.
Жена — Жиневра ди Монгардино. Дети:
- Франческо, капитан народа в Милане, затем во Флоренции и в Болонье
- Асторре I, сеньор Фаэнцы с 1377
- Цефферина, жена Фельтрино ди Маттео ди Боярдо
- Изабелла, жена Луиджи ди Альберико ди Кунео.